# چرخ‌ریسک بوته‌ای
چرخ‌ریسک بوته‌ای (نام علمی: Acanthornis magna) گونه‌ای از پرندگان از تیرهٔ چکاوکان اقیانوسیه (Acanthizidae) است. بومی تاسمانی و جزیره کینگ در استرالیا است. زیستگاه طبیعی آن جنگل بارانی معتدل، جنگل راش Nothofagus و جنگل‌های اکالیپتوس است. این یک گونه کوچک است که شبیه به خس‌نشین‌ها (Sericornis) (که زمانی در کنار آن جای داشت) است.